# Litoria chloris
Litoria chloris é uma rela originária da Austrália.